# Elke Lehr
Elke Maria Lehr, geboren als Elke Maria Schmidt, (* 22. September 1962 in Singen am Hohentwiel) ist eine deutsche Schwimmtrainerin, die sich neben der Schwimmausbildung sehr für die Integration und sportliche Betätigung von Migrantinnen einsetzt.

## Leben
Elke Lehr wurde am 22. September 1962 in Singen am Hohentwiel geboren. An ihre Schulausbildung schloss sich die Ausbildung zur Arzt- und Tierarzthelferin an.
Seit ihrem Beitritt zur DLRG 1978 leistet sie Wachdienst im Freibad Tiengen in Waldshut-Tiengen. Seit 1985 ist sie ebenfalls in der Wasserrettung als Boots-Führerin aktiv. Seit 1988 leitet sie
darüber hinaus Schwimmkurse und engagiert sich seit 2009 verstärkt im Bereich Integration von Migrantinnen.
Sie ist verheiratet und hat vier Kinder, die sich ebenfalls stark ehrenamtlich in der Deutschen Lebens-Rettungs-Gesellschaft engagieren.

## Leistungen
- Bis 2011 Ausbildung von ca. 1700 Menschen zum sicheren Umgang im Wasser, insb. zu Schwimmern.
- Seit 2009 Leitung des als nationales Netzwerkprojekt "Bewegung und Gesundheit – mehr Migrantinnen in den Sport" durch den Deutschen Olympischen Sportbund ausgewählten Projektes der DLRG Ortsgruppe Waldshut-Tiengen e. V.

In Anerkennung ihrer Leistungen erhielt sie am 13. August 2011 das Verdienstkreuz am Bande.